# Cândido Rondon
Cândido Mariano da Silva Rondon más conocido como el Mariscal Rondon, (Santo Antônio do Leverger, 5 de mayo de 1865-Río de Janeiro, 19 de enero de 1958) fue un militar y explorador brasileño que exploró extensas zonas de su país.
Es principalmente reconocido por su exploración del Mato Grosso y la Amazonía occidental. Fue el primer director de la Oficina Brasileña de Protección del Indio (FUNAI) y trabajó por la creación del Parque Nacional de Xingu. Sus méritos lo llevaron a recibir el grado de mariscal, que es el más alto grado militar brasileño. El estado de Rondonia fue nombrado en su honor.

## Biografía

### Primeras etapas de su vida
Cândido Rondon nació en Mimoso, un distrito del municipio de Santo Antônio do Leverger, ubicado en el estado brasileño del Mato Grosso. Su padre era de ascendencia portuguesa y su madre era una indígena de la etnia bororo. Quedó huérfano cuando era aún muy joven, (su padre murió poco después de que él naciera, y su madre murió cuando él tenía solamente dos años de edad) por lo cual fue criado por su abuelo y luego por un tío, hasta que cumplió los dieciséis años de edad. En 1881 ingresa en una escuela militar en Río de Janeiro, cursando diferentes estudios en la Escuela Superior de Guerra de Brasil. Todavía siendo estudiante participó en los movimientos abolicionista y republicano.

### Carrera como ingeniero del ejército
En 1890 fue comisionado como ingeniero militar por la comisión telegráfica, ayudando a construir la primera línea telegráfica que cruzó el Mato Grosso. Esta línea fue finalmente terminada en 1895, y posteriormente, Rondon comenzó la construcción de un camino desde Río de Janeiro (la entonces capital de Brasil) y Cuiabá, la capital del Mato Grosso. Fue durante este periodo de su vida cuando contrajo matrimonio con su esposa, Chiquinha Xavier, con quien tendría 7 hijos.
Entre 1900 y 1906 dirige la construcción de la línea telegráfica entre Cuiabá y Corumbá, cerca de las fronteras con Bolivia y Paraguay. Durante este tiempo se abrió un nuevo territorio, y estaba en contacto con la tribu guerrera de los bororo del oeste de Brasil. Él tuvo tanto éxito en la pacificación de los Bororo, que completó la línea telegráfica con su ayuda. A lo largo de su vida, Rondón establecido más de 4000 km (kilómetros) de línea telegráfica a través de las selvas de Brasil.

### Exploraciones
Como resultado de la eficacia de Rondon en la construcción de líneas telegráficas, se le asignó el trabajo de extender la línea telegráfica del Mato Grosso hacia el Amazonas. Mientras construía esa línea descubrió el río Juruena, un importante tributario del río Tapajós, en el norte del Mato Grosso. También descubrió la tribu Nambikwara, que hasta entonces había matado a todos los occidentales que habían entrado en contacto con ellos.
En mayo de 1909 Rondon comenzó su expedición más extensa. Partió del poblado de Tapirapuã, al norte del Mato Grosso, encaminándose en dirección noroeste rumbo al río Madeira, que es el mayor tributario del río Amazonas. Hacia agosto la expedición había agotado todos sus suministros, por lo que tuvieron que sobrevivir con lo que podían cazar o recolectar en la jungla. Para el momento en que la expedición alcanzó el río Jiparaná no contaban con suministros. Durante esta expedición descubrieron un gran río entre los ríos Juruena y Jiparaná, al cual Rondon bautizó el río de la Duda. Para alcanzar el río Madeira construyeron canoas, con las cuales alcanzaron el río el día de Navidad de 1909.
Cuando Rondon llegó a Río de Janeiro fue recibido como un héroe, ya que se pensaba que la expedición había muerto en la selva. Luego de la expedición fue nombrado director del Serviço de Proteção ao Índio (actual FUNAI).

### Expedición con Roosevelt

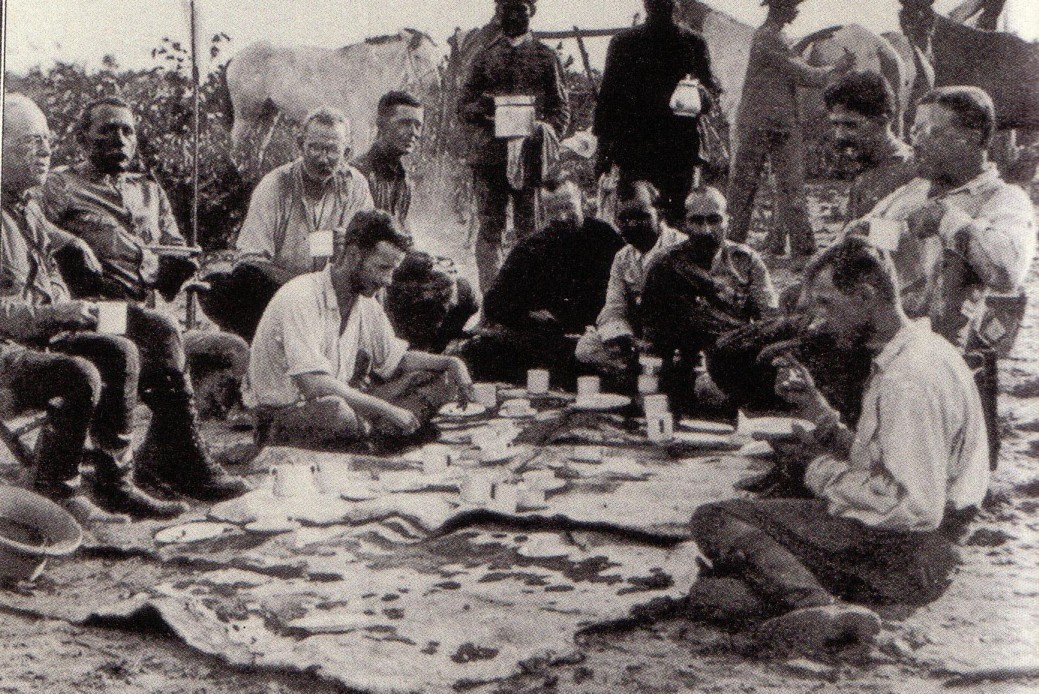
La expedición inicial del «río de la duda». De izquierda a derecha (sentados): Padre Zahm, Rondon, Kermit, Cherrie, Miller, cuatro brasileños, Roosevelt y Fiala.

En enero de 1914 Rondon emprendió con Theodore Roosevelt la Expedición científica Roosevelt-Rondon, cuyo objetivo fue explorar el río de la Duda. La expedición comenzó en Tapiripuã y alcanzó el río el 27 de febrero de 1914. Alcanzaron el nacimiento del río hacia finales de abril, antes de lo cual la expedición había sufrido mucho. Durante la expedición el río fue rebautizado Río Roosevelt.

## Últimos años de su vida
Rondon trabajó desde 1919 cartografiando el Mato Grosso. Durante este tiempo descubrió algunos ríos más, e hizo contacto con algunas tribus indígenas. Ese mismo año fue nombrado jefe del cuerpo de ingenieros de Brasil y se le asignó el cargo de líder de la Comisión Telegráfica.
Entre 1924 y 1925 dirigió a las fuerzas armadas contra una rebelión en el estado de São Paulo. De 1927 a 1930 Rondon fue encargado de estudiar las fronteras entre Brasil y sus países vecinos. Este trabajo acabó durante la Revolución de 1930, cuando fue reasignado al Serviço de Proteção ao Índio. En el periodo comprendido entre 1934 y 1938 fue asignado a una misión diplomática que medió en la disputa entre Colombia y Perú generada por la Guerra colombo-peruana. En 1939 reasumió la dirección del Serviço de Proteção ao Índio, y expandió el servicio a nuevos territorios de Brasil. En 1943 constituyó el territorio de Guaporé, que en 1956 tomó el nombre de Rondonia en su honor. En 1952 Rondon fundó el primer parque nacional en Brasil, ubicado al margen del río Xingú, creado para proteger a los nativos de la zona.
Murió el 19 de enero de 1958 en Río de Janeiro, a la edad de 92 años.